# Cyphella
Cyphella Fr. (kielisznik) – rodzaj grzybów z rodziny kielisznikowatych (Cyphellaceae). 

## Systematyka i nazewnictwo
Pozycja w klasyfikacji: Cyphellaceae, Agaricales, Agaricomycetidae, Agaricomycetes, Agaricomycotina, Basidiomycota, Fungi (według Index Fungorum).
Polską nazwę nadał Franciszek Błoński w 1896 r. Synonim naukowy: Dendrocyphella Petch. 
Niektóre gatunki:
- Cyphella agariciformis Pilát 1926
- Cyphella alboflavida Bres. 1926
- Cyphella anomala (Pers.) Pat. 1900
- Cyphella araneosa Bourdot & Galzin 1928
- Cyphella auricularioides Henn. & E. Nyman 1899
- Cyphella bourdotii Pilát 1927
- Cyphella brayerae Henn. 1895
- Cyphella byssacea Henn. & E. Nyman 1899
- Cyphella digitalis (Alb. & Schwein.) Fr. 1822 – kielisznik jodłowy
- Cyphella disciformis Henn. 1895

Nazwy naukowe na podstawie Index Fungorum. Nazwy polskie według Władysława Wojewody.